# Segundo Templo
El Segundo Templo (בֵּית-הַמִּקְדָּשׁ הַשֵּׁנִי, Beit HaMikdash HaSheni) fue el templo sagrado judío, que se erigió en el Sagrado Monte del Templo de Jerusalén, entre c. 515 a. C. y c. 70. Dio nombre al período del Segundo Templo.
Según la Biblia Hebrea, sustituyó al Templo de Salomón o el Primer Templo, que fue destruido por el Imperio neobabilónico en el año 586 a. C., cuando Jerusalén fue conquistada y parte de la población del Reino de Judá fue llevada al exilio a Babilonia.
Según la Biblia, el Segundo Templo fue originalmente una estructura bastante modesta construida por varios grupos de exiliados judíos que regresaban al Levante mediterráneo desde Babilonia bajo el gobernador Zorobabel, nombrado por los aqueménidas. Sin embargo, durante el reinado de Herodes I el Grande, el Segundo Templo fue completamente reformado, y la estructura original fue totalmente cambiada en los grandes y magníficos edificios y fachadas que son más reconocibles. Al igual que los babilonios destruyeron el Primer Templo, los romanos destruyeron el Segundo Templo y Jerusalén hacia el año 70 como represalia por una revuelta judía en curso. El segundo templo duró un total de 585 años —del 516 a. C. al 70 d. C.Esdras 6:15,16
La escatología judía incluye la creencia de que el Segundo Templo será reemplazado por un futuro Tercer templo de Jerusalén.

## Narrativa bíblica

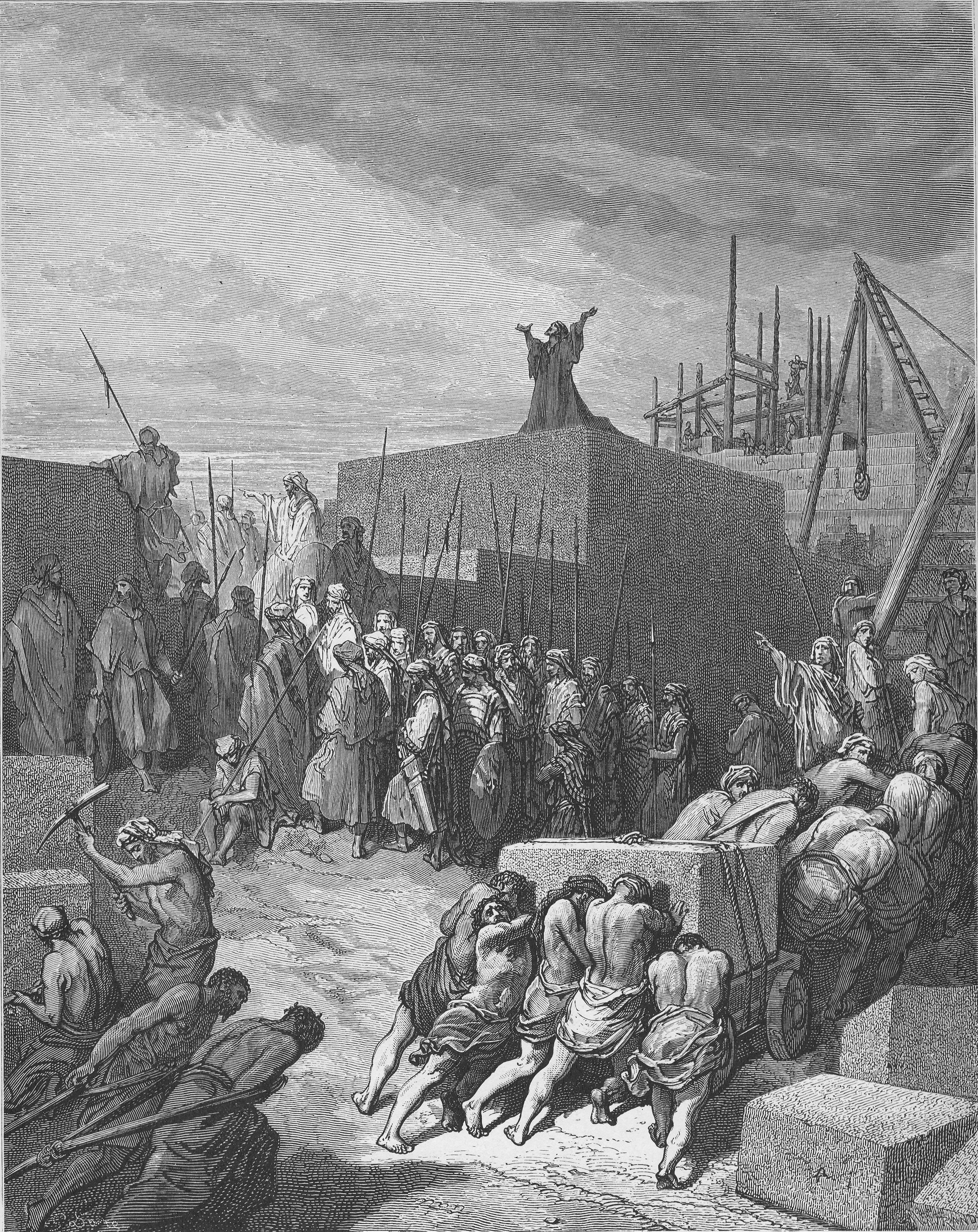
Reconstrucción del Templo —ilustración de Gustave Doré del libro La Sainte Bible de 1866—.

La llegada de Ciro II el Grande del Imperio Aqueménida en el año 559 a. C. hizo posible el restablecimiento de la ciudad de Jerusalén y la reconstrucción del Templo. Algunos sacrificios rituales rudimentarios habían continuado en el lugar del primer templo tras su destrucción. Según los versículos finales del segundo libros de Crónicas y los libros de Esdras y Nehemías, cuando los exiliados judíos regresaron a Jerusalén tras un decreto de Ciro el Grande (Esdras 1:1-4, 2 Crónicas 36:22-23), se inició la construcción en el lugar original del altar del Templo de Salomón. Tras un parón relativamente breve debido a la oposición de los pueblos que habían llenado el vacío durante el cautiverio judío (Esdras 4), las obras se reanudaron hacia el año 521 a. C. bajo el mandato de Darío I (Esdras 5) y se completaron durante el sexto año de su reinado (hacia el 516 a. C.), teniendo lugar la dedicación del templo al año siguiente. Estos acontecimientos representan la sección final del relato histórico de la Biblia hebrea.
El núcleo original del libro de Nehemías, las memorias en primera persona, puede haberse combinado con el núcleo del Libro de Esdras alrededor del 400 a. C. La edición adicional probablemente continuó en la era helenística.
El libro cuenta cómo Nehemías, en la corte del rey en Susa, es informado de que Jerusalén no tiene muros y decide restaurarlos. El rey lo nombra gobernador de la provincia Yehud Medinata y viaja a Jerusalén. Allí reconstruye los muros, a pesar de la oposición de los enemigos de Israel, y reforma la comunidad de conformidad con la ley de Moisés. Después de doce años en Jerusalén, regresa a Susa, pero posteriormente vuelve a visitar Jerusalén. Encuentra que los israelitas se han rebelado y han tomado esposas no judías, y se queda para hacer cumplir la ley.

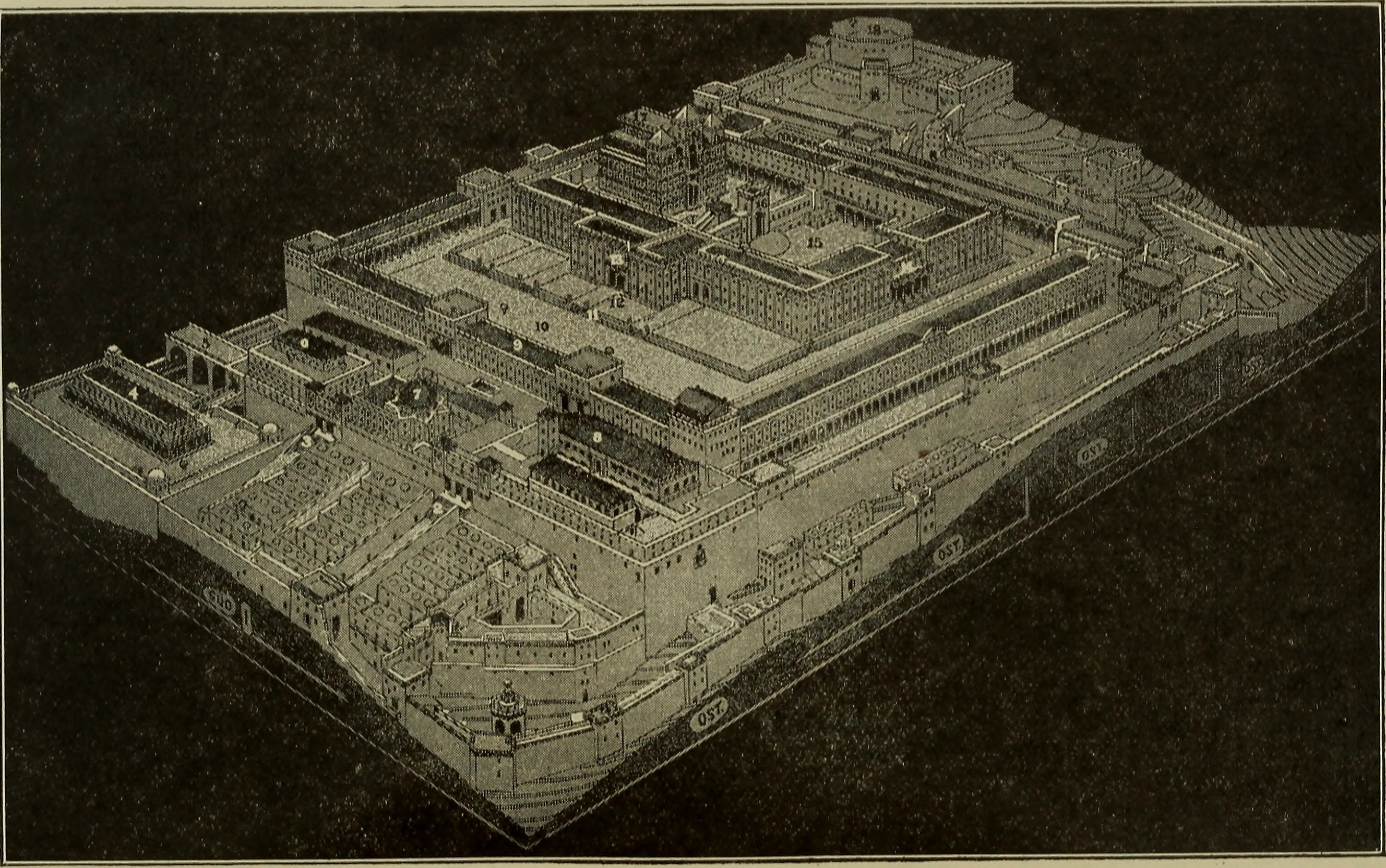
El Templo de Salomón que estaba en el sitio antes de la construcción del Segundo Templo; en la parte inferior central mirando de sureste a noroeste. Estampa de 1922.

Según el relato bíblico, tras el regreso del cautiverio babilónico, se tomaron inmediatamente medidas para reorganizar la desolada provincia de Yehud tras la desaparición del reino de Judá setenta años antes. El cuerpo de peregrinos, que formaba un grupo de 42.360 personas,Esdras 2:65 después de haber completado el largo y penoso viaje de unos cuatro meses, desde las orillas del Éufrates hasta Jerusalén, estaba animado en todos sus actos por un fuerte impulso religioso, y por lo tanto una de sus primeras preocupaciones fue restaurar su antigua casa de culto reconstruyendo su destruido Templo, y reinstaurando los rituales de sacrificio conocidos como los korbanot.
Por invitación de Zorobabel, el gobernador, que dio un notable ejemplo de liberalidad al contribuir personalmente con 1.000 dáricos de oro, además de otros regalos, el pueblo vertió sus donativos en el tesoro sagrado con gran entusiasmo. Esdras 2 Primero erigieron y dedicaron el altar de Dios en el lugar exacto en el que había estado, y luego limpiaron los montones de escombros carbonizados que ocupaban el lugar del antiguo templo; y en el segundo mes del segundo año (535 a. C.), en medio de una gran excitación y regocijo públicos, se pusieron los cimientos del Segundo Templo. Este gran movimiento despertó un gran interés, aunque los espectadores lo vieron con sentimientos encontrados (Hageo 12:3, Zacarías  4:10).
Los samaritanos querían ayudar en esta obra, pero Zorobabel y los ancianos declinaron tal cooperación, considerando que los judíos debían construir el Templo sin ayuda. Inmediatamente se difundieron informes malignos sobre los judíos. Según Esdras 4:5, los samaritanos trataron de «frustrar su propósito» y enviaron mensajeros a Ecbatana y Susa, con el resultado de que la obra se suspendió.
Siete años más tarde, Ciro el Grande, que permitió a los judíos regresar a su patria y reconstruir el Templo, murió (2 Crónicas 36:22-23) y fue sucedido por su hijo Cambises II. A su muerte, el «falso Esmerdis», un impostor, ocupó el trono durante unos siete u ocho meses, y luego Darío se convirtió en rey (522 a. C.). En el segundo año de su gobierno se reanudó la obra de reconstrucción del templo y se llevó a cabo hasta su finalización (Esdras 5:6-6:15), bajo el estímulo de los serios consejos y advertencias de los profetas Hageo y Zacarías. Estuvo listo para la consagración en la primavera del 516 a. C., más de veinte años después del regreso del cautiverio. El Templo se completó el tercer día del mes de Adar, en el sexto año del reinado de Darío, en medio de una gran alegría por parte de todo el pueblo (Esdras 6:15,16), aunque era evidente que los judíos ya no eran un pueblo independiente, sino que estaban sometidos a un poder extranjero. El Libro de Hageo incluye una predicción de que la gloria del segundo templo sería mayor que la del primero ().
Algunos de los artefactos originales del Templo de Salomón no se mencionan en las fuentes después de su destrucción en 586 a. C., y se presume que se han perdido. 
El Segundo Templo carecía de los siguientes artículos sagrados:
- El Arca de la Alianza,[4][8] que contenía las Tablas de la Ley, delante de las cuales estaban colocadas,[10] la vasija del maná y la vara de Aarón.[8]
- El Urim y Tumim,[4][8]  —objetos de adivinación contenidos en el Hoshen—.
- El aceite sagrado.[8]
- El fuego sagrado.[4][8]

En el Segundo Templo, el Sanctasanctórum (Lugar Santísimo) estaba separado por cortinas y no por una pared como en el Primer Templo. Sin embargo, como en el Tabernáculo, el Segundo Templo incluía:
- La Menora (lámpara de oro) para el Hekhal.
- La mesa del pan de la proposición.
- El altar de oro del incienso, con incensarios de oro.[8]

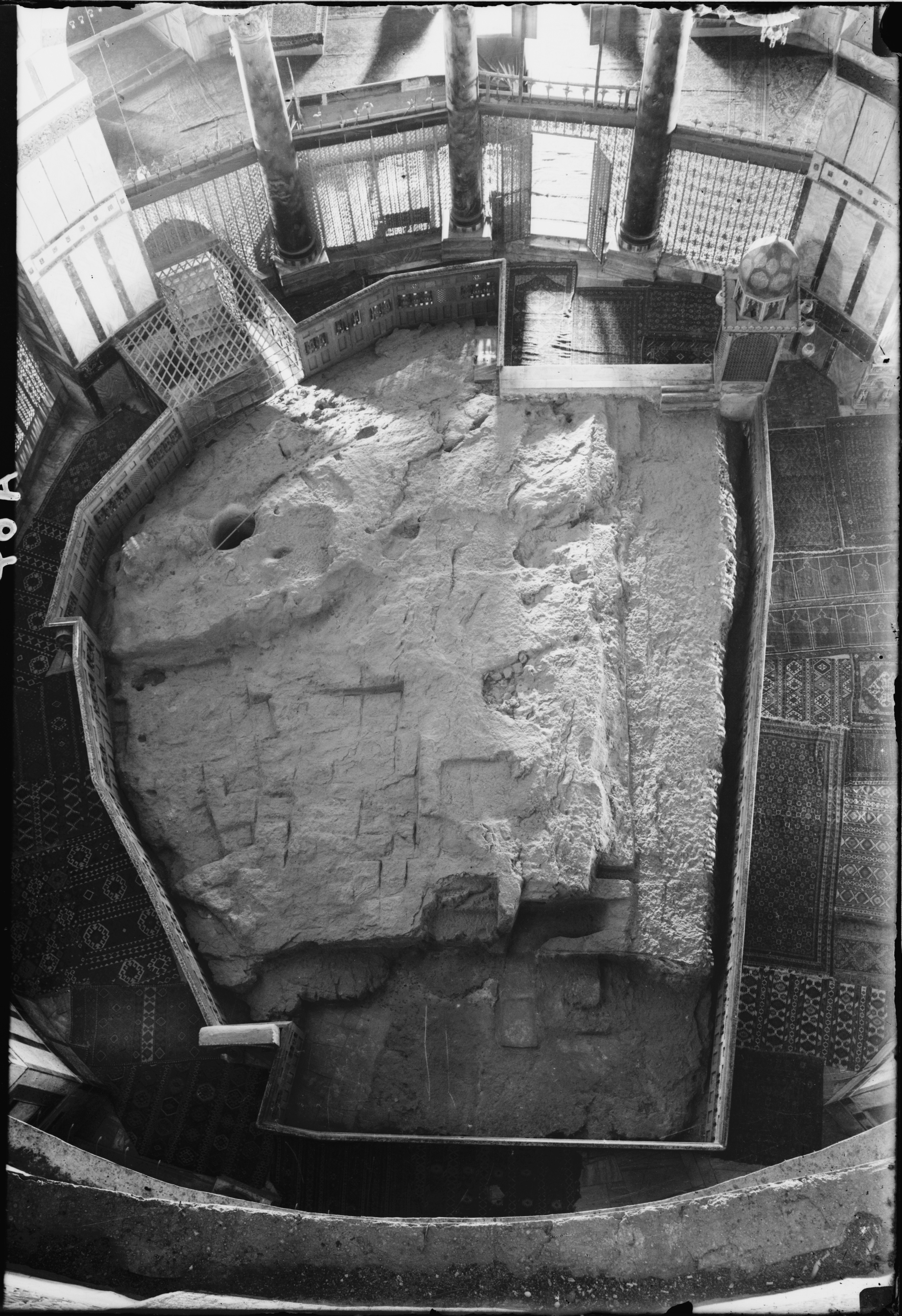
La así llamada Piedra Fundacional, preservada en el interior de la Cúpula de la Roca.

Según la Mishnah, la Piedra Fundacional estaba en el lugar donde estaba el Arca, y el Sumo sacerdote ponía su incensario sobre ella en elYom Kippur.
El Segundo Templo también incluía muchas de las vasijas de oro originales que habían sido tomadas por los babilonios, pero que fueron restauradas por Ciro el Grande.Esdras 1:7–11 Sin embargo, según el Talmud de Babilonia, el Templo carecía de la Shejiná —la morada o presencia divina asentada de Dios— y del Ruach HaKodesh (espíritu santo) presentes en el Templo de Salomón.

## Literatura rabínica
La literatura rabínica tradicional afirma que el Segundo Templo estuvo en pie durante 420 años y, basándose en la obra del siglo II Seder Olam Rabbah, sitúa la construcción en el año 350 a. C. (3408 Anno Mundi) [sic], 166 años más tarde que las estimaciones seculares, y la destrucción en el año 70 (3829 a. m.).
El quinto orden, o división, de la Mishná, conocido como Kodashim, proporciona descripciones y discusiones detalladas de las leyes religiosas relacionadas con el servicio del Templo, incluyendo los sacrificios, el Templo y su mobiliario, así como los sacerdotes que llevaban a cabo los deberes y las ceremonias de su servicio. Los tratados de la orden tratan de los sacrificios de animales, aves y ofrendas de comida, las leyes de la presentación de un sacrificio, como la ofrenda por el pecado y la ofrenda por la culpa, y las leyes de la apropiación indebida de los bienes sagrados. Además, la orden contiene una descripción del Segundo Templo (tratado Midot), y una descripción y reglas sobre el servicio de sacrificio diario en el Templo (tratado Tamid)

## Nueva dedicación por los macabeos
Tras la conquista de Judea por Alejandro Magno, pasó a formar parte del reino ptolemaico de Egipto hasta el año 200 a. C., cuando el rey seléucida Antíoco III el Grande de Siria derrotó al faraón Ptolomeo V Epífanes en la batalla de Panio. Fue cuando el Segundo Templo de Jerusalén fue saqueado y se suspendieron sus servicios religiosos, el judaísmo quedó efectivamente proscrito.
En el año 167 a. C., Antíoco IV Epífanes ordenó erigir un altar a Zeus en el Templo. También, según Josefo, «obligó a los judíos a disolver las leyes del país, a mantener a sus hijos sin circuncidar y a sacrificar carne de cerdo en el altar, a lo que todos se opusieron, y los más aprobados de entre ellos fueron condenados a muerte». Esto concuerda con el relato del Libro I de los Macabeos.
Tras la revuelta de los macabeos contra el imperio seléucida, el Segundo Templo fue vuelto a dedicar y se convirtió en el pilar religioso del reino judío asmoneo, además de estar asociado culturalmente a la fiesta judía de Janucá.

## Dinastía Asmonea y conquista romana
La arqueología ha demostrado que durante el gobierno de los asmoneos se realizaron más cambios en la estructura del Templo y sus alrededores. Salomé Alejandra, la reina del reino asmoneo, nombró a su hijo mayor Hircano II como sumo sacerdote de Judea. Su hijo menor, Aristóbulo II, estaba decidido a ocupar el trono, y tan pronto como ella murió se apoderó de él. Hircano, que estaba en línea para ser el rey, aceptó conformarse con ser el sumo sacerdote. Antípatro, el gobernador de Idumea, animó a Hircano a no renunciar al trono. Finalmente, Hircano acudió a Aretas III, rey de los nabateos, y regresó con un ejército para recuperar el trono. Derrotó a Aristóbulo y sitió Jerusalén. El general romano Pompeyo, que estaba en Siria luchando contra los armenios en la tercera guerra mitridática, envió a su lugarteniente a investigar el conflicto en Judea. Tanto Hircano como Aristóbulo le pidieron apoyo. Pompeyo no fue diligente a la hora de tomar una decisión al respecto, lo que provocó la marcha de Aristóbulo. Fue perseguido por Pompeyo y se rindió, pero sus seguidores cerraron Jerusalén a las fuerzas de Pompeyo. Los romanos asediaron y tomaron la ciudad en el año 63 a. C. Los sacerdotes continuaron con las prácticas religiosas dentro del Templo durante el asedio. El templo no fue saqueado ni dañado por los romanos. El propio Pompeyo, tal vez sin darse cuenta, entró en el Sanctosanctórum y al día siguiente ordenó a los sacerdotes que re-purificaran el Templo y reanudaran las prácticas religiosas.
Cuando el emperador romano Calígula planeó colocar su propia estatua dentro del templo, el nieto de Herodes, Herodes Agripa I, pudo intervenir y persuadirle de que no lo hiciera.

## Templo de Herodes

### Fecha y duración
La reconstrucción del templo bajo el mandato de Herodes I el Grande comenzó con una expansión masiva del Monte del Templo. Por ejemplo, el complejo del Monte del Templo medía inicialmente 7 hectáreas, pero Herodes lo amplió a 14,4 hectáreas —=144000 metros cuadrados— y así duplicó su superficie. Las obras de Herodes en el Templo se fechan generalmente desde el 20/19 a. C. hasta el 12/11 o 10 a. C. El escritor Bieke Mahieu data las obras de los recintos del Templo en el 25 a. C. y las del edificio del Templo en el 19 a. C., y sitúa la dedicación de ambos en noviembre del 18 a. C.
El culto religioso y los rituales del Templo continuaron durante el proceso de construcción. Se llegó a un acuerdo entre Herodes y las autoridades religiosas judías: los rituales de sacrificio, llamados korbán (ofrendas), debían continuar sin interrupción durante todo el tiempo de la construcción, y el Templo mismo sería construido por los sacerdotes. Esta es la razón por la que el Templo de Herodes se sigue contando como el Segundo —ya que el funcionamiento no se detuvo— aunque era el tercer edificio que cumplía el propósito.

### Extensión y financiación
El antiguo templo construido por Zorobabel fue sustituido por un magnífico edificio. El Templo de Herodes fue uno de los mayores proyectos de construcción del siglo I a. C. Josefo registra que Herodes estaba interesado en perpetuar su nombre a través de proyectos de construcción, que sus programas de construcción eran extensos y se pagaban con fuertes impuestos, pero que su obra maestra fue el Templo de Jerusalén.
Más tarde, el siclo del santuario del Éxodo  30:13 fue reinstituido para sostener el templo como el impuesto del templo.

### Elementos

#### Plataforma, subestructuras, muros de contención
El monte Moriá tenía una meseta en el extremo norte, y descendía abruptamente en la ladera sur. El plan de Herodes era convertir todo el monte en una gigantesca plataforma cuadrada. El Monte del Templo debía tener originalmente unos 1600 pies de ancho por 900 pies de ancho y 9 pisos de altura, con paredes de hasta 16 pies de espesor, pero nunca se terminó. Para completarlo, se cavó una zanja alrededor de la montaña y se colocaron enormes «ladrillos» de piedra. Algunos de ellos pesaban más de 100 toneladas, el más grande de los cuales medía 44,6 pies por 11 pies por 16,5 pies y pesaba aproximadamente de 567 a 628 toneladas, mientras que la mayoría estaba en el rango de 2,5 por 3,5 por 15 pies —aproximadamente 28 toneladas—. El rey Herodes hizo que arquitectos de Grecia, Roma y Egipto planificaran la construcción. Se supone que los bloques se extrajeron utilizando picos para crear canales. A continuación, se clavaron vigas de madera y se lavaron con agua para forzarlos a salir. Una vez extraídos, se tallaban en cuadrados precisos y se numeraban en la cantera para indicar dónde se instalarían. El tallado final se hacía con piedras más duras para molerlas o cincelarlas y crear juntas precisas. El transporte se realizaba con bueyes y carros especializados. Dado que la cantera se encontraba cuesta arriba desde el templo, tenían la gravedad de su lado, pero había que tener cuidado para controlar el descenso. La instalación final se hacía con poleas o grúas. Las poleas y grúas romanas no eran lo suficientemente fuertes como para levantar los bloques por sí solas, por lo que es posible que utilizaran varias grúas y palancas para colocarlos. Cuando la ladera de la montaña comenzó a elevarse, el lado occidental fue tallado hasta formar una pared vertical y se tallaron ladrillos para crear una continuación virtual de la cara de ladrillos, que se continuó durante un tiempo hasta que la ladera norte alcanzó el nivel del suelo. Una parte de la colina de Antonia, al norte del Moriá, se anexionó al complejo y la zona intermedia se rellenó.
El proyecto comenzó con la construcción de gigantescas bóvedas subterráneas sobre las que se construiría el templo para que fuera más grande que la pequeña zona plana de la cima del monte Moriá. El nivel del suelo en ese momento estaba al menos 6 metros por debajo del nivel actual, como se puede comprobar recorriendo los túneles del Muro de las Lamentaciones o Muro Occidental. La leyenda dice que la construcción de todo el complejo duró tres años, pero fuentes escritas como las de Josefo dicen que tardó mucho más, aunque el Templo en sí puede haber tardado únicamente ese tiempo. Durante la Pascua judía en una visita de Jesús, los judíos respondieron que había estado en construcción durante 46 años (Evangelio de Juan  2:20). Es posible que el complejo acabara de completarse unos años antes, cuando el futuro emperador Tito destruyó el Templo en el año 70 de la era cristiana.

#### Patio de los Gentiles
Esta área era principalmente un bazar, con vendedores que vendían recuerdos, animales de sacrificio, comida, así como cambistas de moneda, intercambiando dinero romano por dinero tirio porque a los judíos no se les permitía acuñar su propio dinero y veían la moneda romana como una abominación al Señor, como también se menciona en el relato del Nuevo Testamento de la Expulsión de los mercaderes del Templo cuando Jerusalén estaba llena de judíos que habían venido para la Pésaj, tal vez de 300.000 a 400.000 peregrinos.
El Pórtico Real es ampliamente aceptado como parte del trabajo de Herodes; sin embargo, hallazgos arqueológicos recientes en los túneles del Muro Occidental sugieren que fue construido en el siglo I durante el reinado de Herodes Agripa I, a diferencia del siglo I a. C.

#### Pináculo
Los relatos de la Tentación de Jesús en los evangelios de Mateo y Lucas sugieren que el Segundo Templo tenía uno o más «pináculos»:

Entonces Satanás lo llevó a Jerusalén, lo puso sobre el pináculo del templo y le dijo: «Si eres el Hijo de Dios, tírate desde aquí».Lucas 4:9

La palabra griega utilizada es πτερυγιον (pterugion), que significa literalmente torre, rampa o pináculo. Según la Strong's Concordance, puede significar ala pequeña o, por extensión, cualquier cosa parecida a un ala, como una almena o un parapeto. El arqueólogo Benjamín Mazar pensaba que se refería a la esquina sureste del Templo que daba al valle de Cedrón. Josefo y en la Mishná mencionan unánimemente un detalle: «púas doradas» en el techo, la Mishna las llama «defensa de los cuervos».

#### Patios interiores
Según Josefo, había diez entradas a los patios interiores, cuatro al sur, cuatro al norte, una al este y una que conducía de este a oeste desde el Patio de las Mujeres al Patio de los Israelitas, llamada Puerta de Nicanor. Las puertas eran: En el lado sur —yendo de oeste a este— la Puerta del Combustible, la Puerta del Primogénito, la Puerta del Agua. En el lado norte, de oeste a este, la Puerta de Jeconías, la Puerta de las Ofrendas, la Puerta de las Mujeres y la Puerta de la Canción. En el lado oriental, la Puerta de Nicanor, por la que entraban la mayoría de los visitantes judíos. Algunas piezas del Soreg (balaustrada) han llegado hasta nuestros días.
Dentro de esta zona estaba el Patio de las Mujeres, abierto a todos los judíos, hombres y mujeres. Incluso un sacerdote ritualmente impuro podía entrar para realizar diversas tareas domésticas. También había un lugar para los leprosos —considerados ritualmente impuros—, así como una barbería ritual para los nazaritas. En este, el más grande de los atrios del templo, se podían ver constantes danzas, cantos y música.
Únicamente los hombres podían entrar en el Patio de los Israelitas, donde podían observar los sacrificios del sumo sacerdote en el Patio de los Sacerdotes. El Patio de los Sacerdotes estaba reservado a los sacerdotes y levitas.

## Peregrinajes

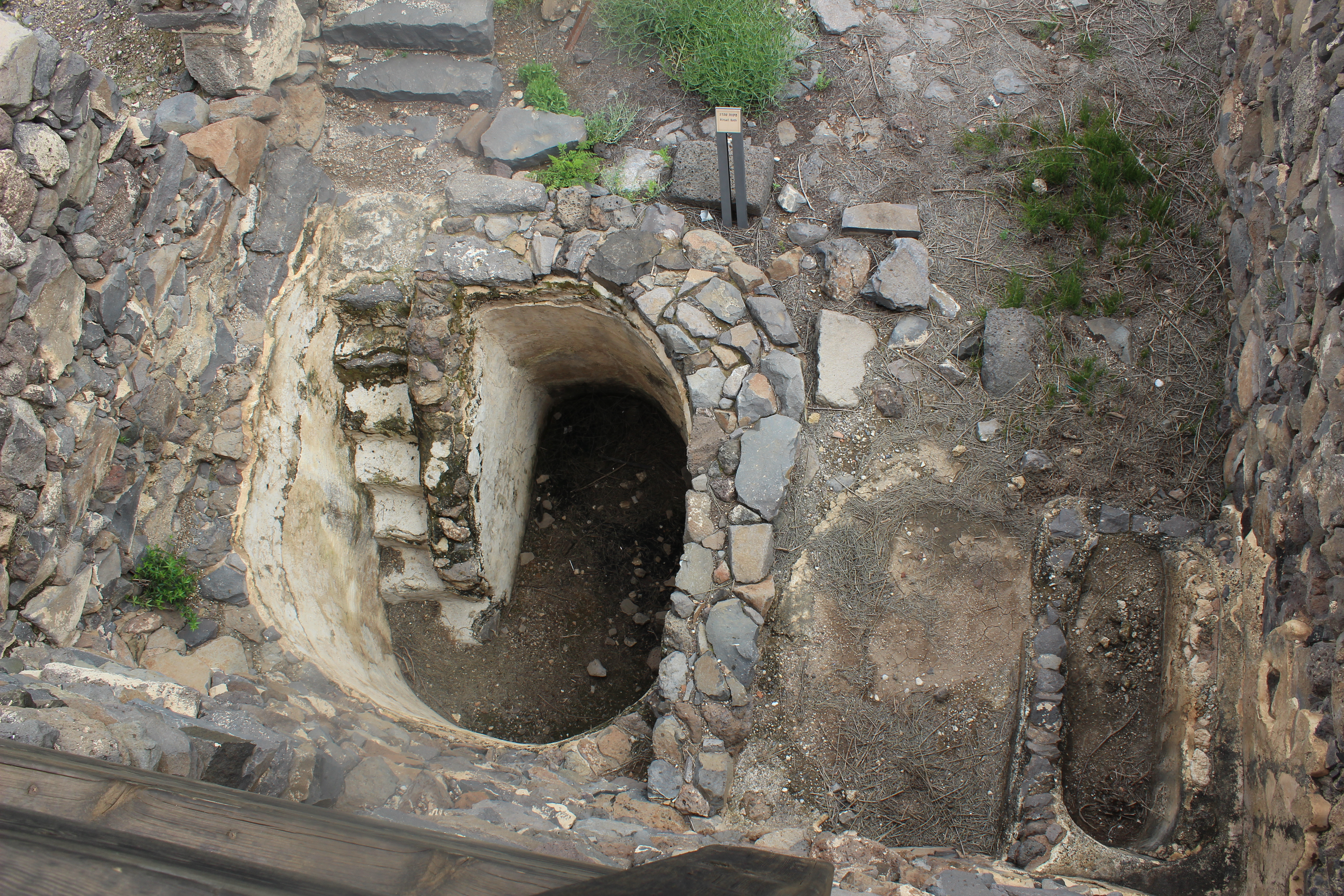
Antiguo estanque de abluciones (mikve) descubierto en Gamala.

Los judíos procedentes de zonas lejanas del Imperio romano llegaban en barco al puerto de Jaffa (ahora parte de Tel Aviv), donde se unían a una caravana para realizar el viaje de tres días a la Ciudad Santa y luego encontraban alojamiento en uno de los muchos hoteles o albergues. A continuación, cambiaban parte de su dinero de la moneda profana estándar griega y romana por dinero judío y tirio, estos dos últimos considerados religiosos. Los peregrinos compraban animales para el sacrificio, normalmente una paloma o un cordero, como preparación para los actos del día siguiente (la Pascua judía).
Lo primero que harían los peregrinos sería acercarse a la entrada pública en el lado sur del complejo del Monte del Templo. Revisarían sus animales y luego visitarían una mikve, donde se limpiarían y purificarían ritualmente. A continuación, los peregrinos recuperaban sus animales de sacrificio y se dirigían a las puertas de Hulda. Tras ascender por una escalera de tres pisos de altura y atravesar la puerta, los peregrinos se encontraban en el Patio de los Gentiles.

## Destrucción

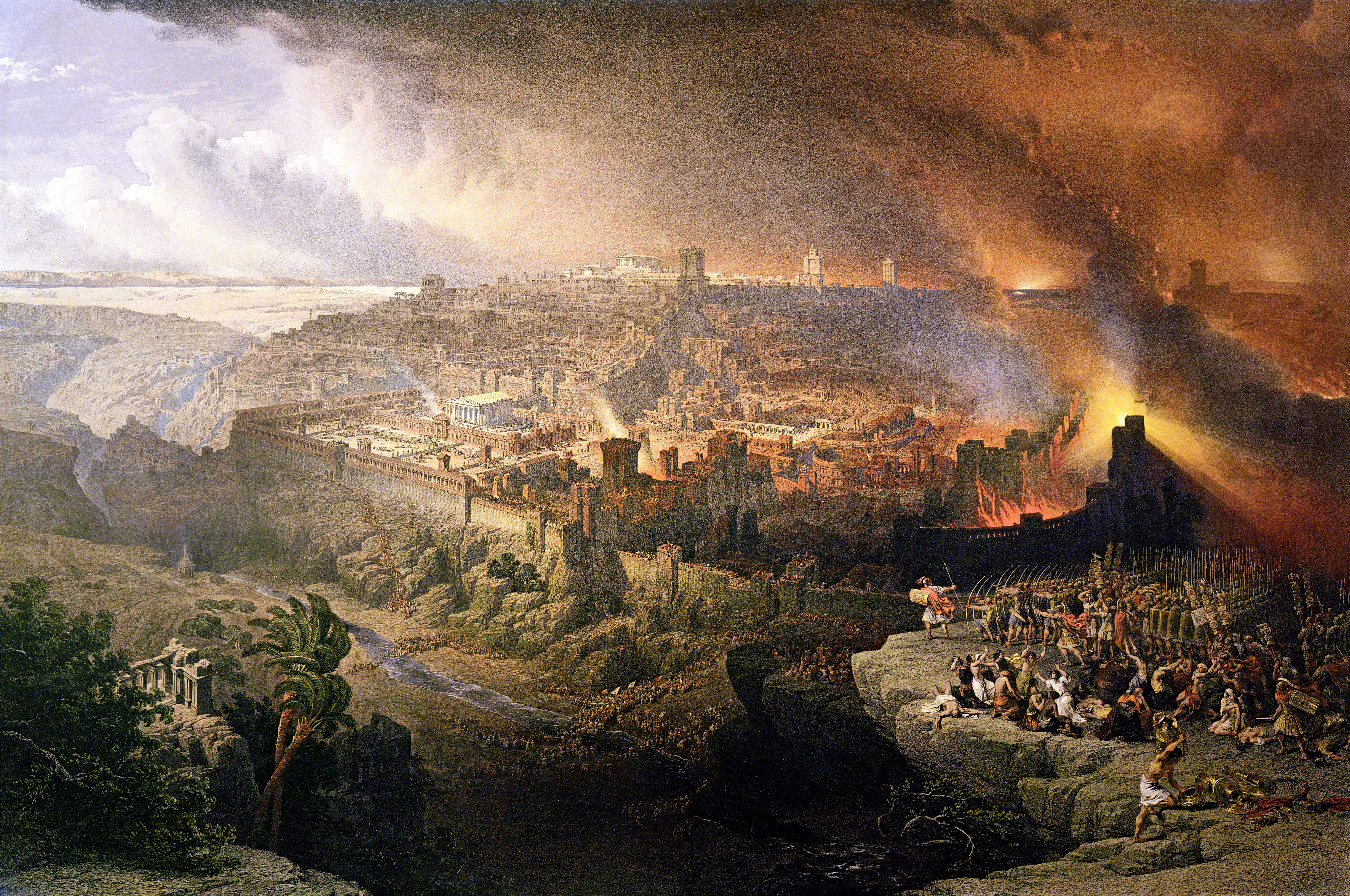
Asedio y destrucción de Jerusalén por los romanos, pintura de 1850 de David Roberts).

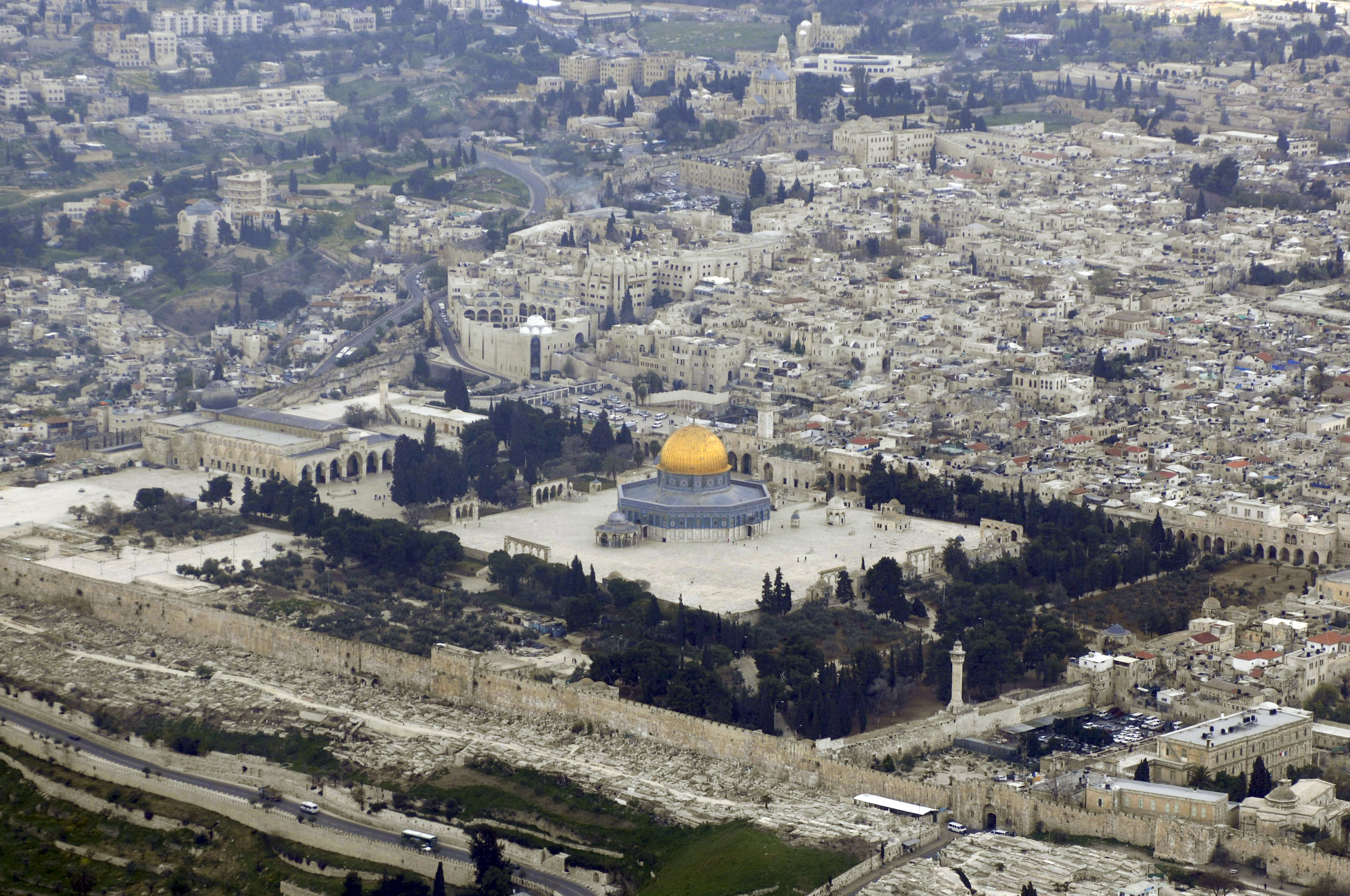
Vista del Monte del Templo, también conocido como la Mezquita de Al-Aqsa, mirando hacia el suroeste, con la Cúpula de la Roca dorada visible en el centro.

En el año 66, la población judía se rebeló contra el Imperio romano. Cuatro años más tarde, el 4 de agosto del año 70, el 9 de Av y posiblemente el día en que se celebraba Tisha B'Av,) o el 30 de agosto del año 70, las legiones romanas al mando de Tito retomaron y destruyeron gran parte de Jerusalén y el Segundo Templo. 

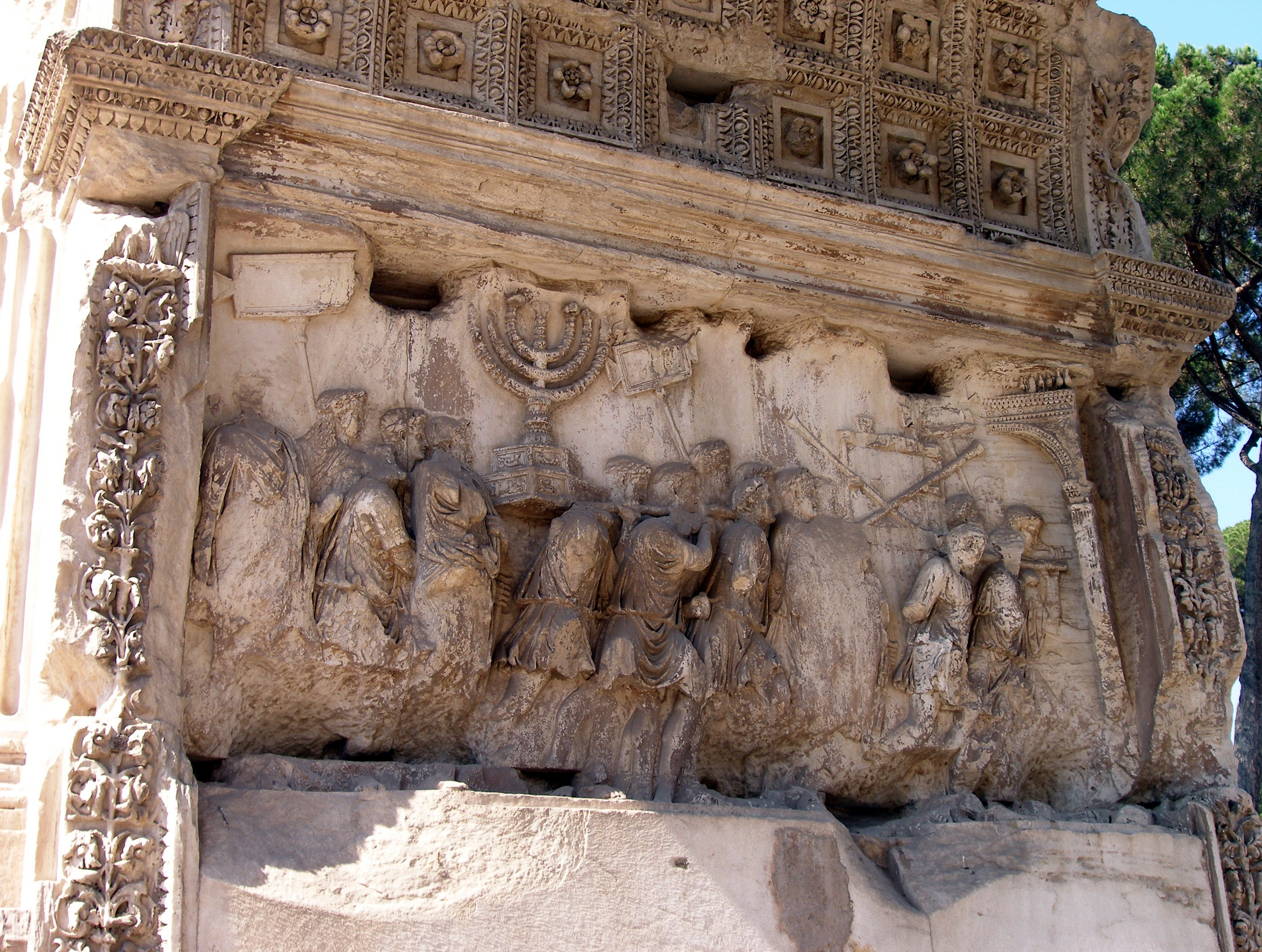
Arco de Tito que muestra el botín del templo de Jerusalén

El Arco de Tito, en Roma, construido para conmemorar la victoria de Tito en Judea, representa una procesión de triunfo romano con soldados que llevan el botín del Templo, incluida la Menora. Según una inscripción en el Coliseo, el emperador Vespasiano construyó el mismo con botines de guerra en el año 79, posiblemente con los despojos del Segundo Templo.
Las sectas del judaísmo que tenían su base en el Templo disminuyeron en importancia, incluyendo el sacerdocio y los saduceos.
El Templo estaba en el emplazamiento, más o menos, de lo que hoy es la Cúpula de la Roca. Las puertas daban a la salida cerca de la mezquita de Al-Aqsa —que se realizó mucho más tarde—. Aunque los judíos siguieron habitando la ciudad destruida, el emperador Adriano estableció una nueva ciudad llamada Aelia Capitolina. Al final de la rebelión de Bar Kojba, en el año 135, muchas de las comunidades judías fueron masacradas y se prohibió a los judíos vivir dentro de Jerusalén.

## Arqueología

### Inscripciones de advertencia en el Templo
En 1871 se descubrió, cerca de un patio del Monte del Templo en Jerusalén, una piedra tallada que medía 60 × 90 cm. y estaba grabada con caracteres unciales griegos, que Charles Simon Clermont-Ganneau identificó como la Inscripción de Advertencia del Templo. La inscripción de piedra describía la prohibición extendida a los que no eran de la nación judía de ir más allá del soreg (balaustrada) que separa el Patio de los Gentiles más grande y los patios interiores. La inscripción consta de siete líneas,  sigma tiene cuatro barras, omega está cerrado, alfa está escrito con una barra central recta y otra doblada:
Texto en griego

1. ΜΗΟΕΝΑΑΛΛΟΓΕΝΗΕΙΣΠΟ
2. ΡΕΥΕΣΟΑΙΕΝΤΟΣΤΟΥΠΕ

3. ΡΙΤΟΙΕΡΟΝΤΡΥΦΑΚΤΟΥΚΑΙ

4. ΠΕΡΙΒΟΛΟΥΟΣΔΑΝΛΗ

5. ΦΘΗΕΑΥΤΩΙΑΙΤΙΟΣΕΣ

6. ΤΑΙΔΙΑΤΟΕΞΑΚΟΛΟΥ
7. ΘΕΙΝΘΑΝΑΤΟΝ

```

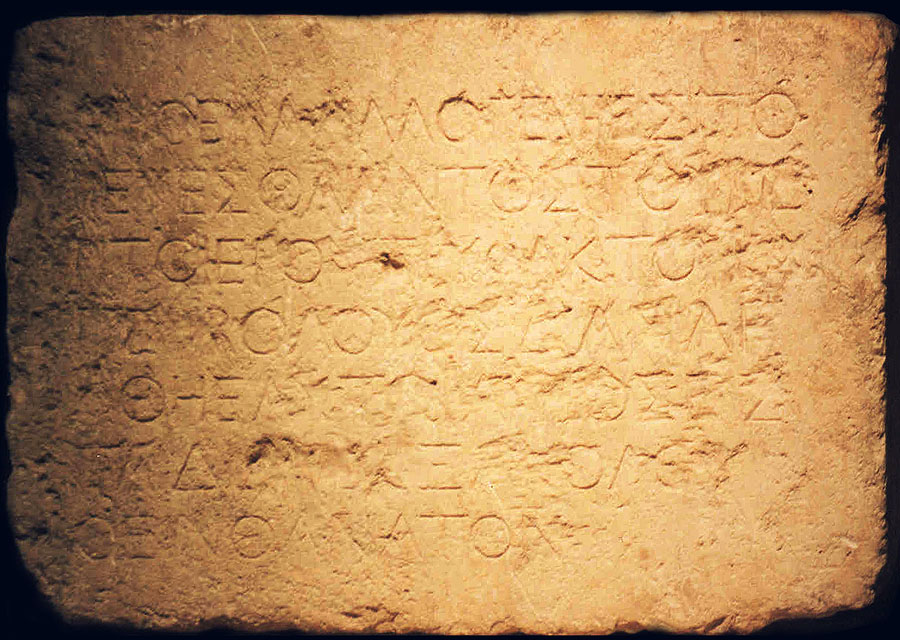
Copia completa conservada en el Museo Arqueológico de Estambul.

lit; "Que ningún extranjero entre dentro del parapeto y la partición que rodea los recintos del Templo. Cualquiera que sea sorprendido [violando] será responsable de su muerte posterior".
```

En 1935 se encontró un fragmento de otra inscripción similar de advertencia del Templo, cerca de la Puerta de los Leones en la ciudad vieja de Jerusalén. El bloque de mármol, tiene 49 cm de alto, 27 cm de ancho y 31 cm de profundidad. Las seis líneas están profundamente grabadas en mayúsculas griegas; hay rastros de pintura roja en las letras y líneas ligeramente talladas entre las filas. Debajo de la última línea hay una tira ancha sin escribir.

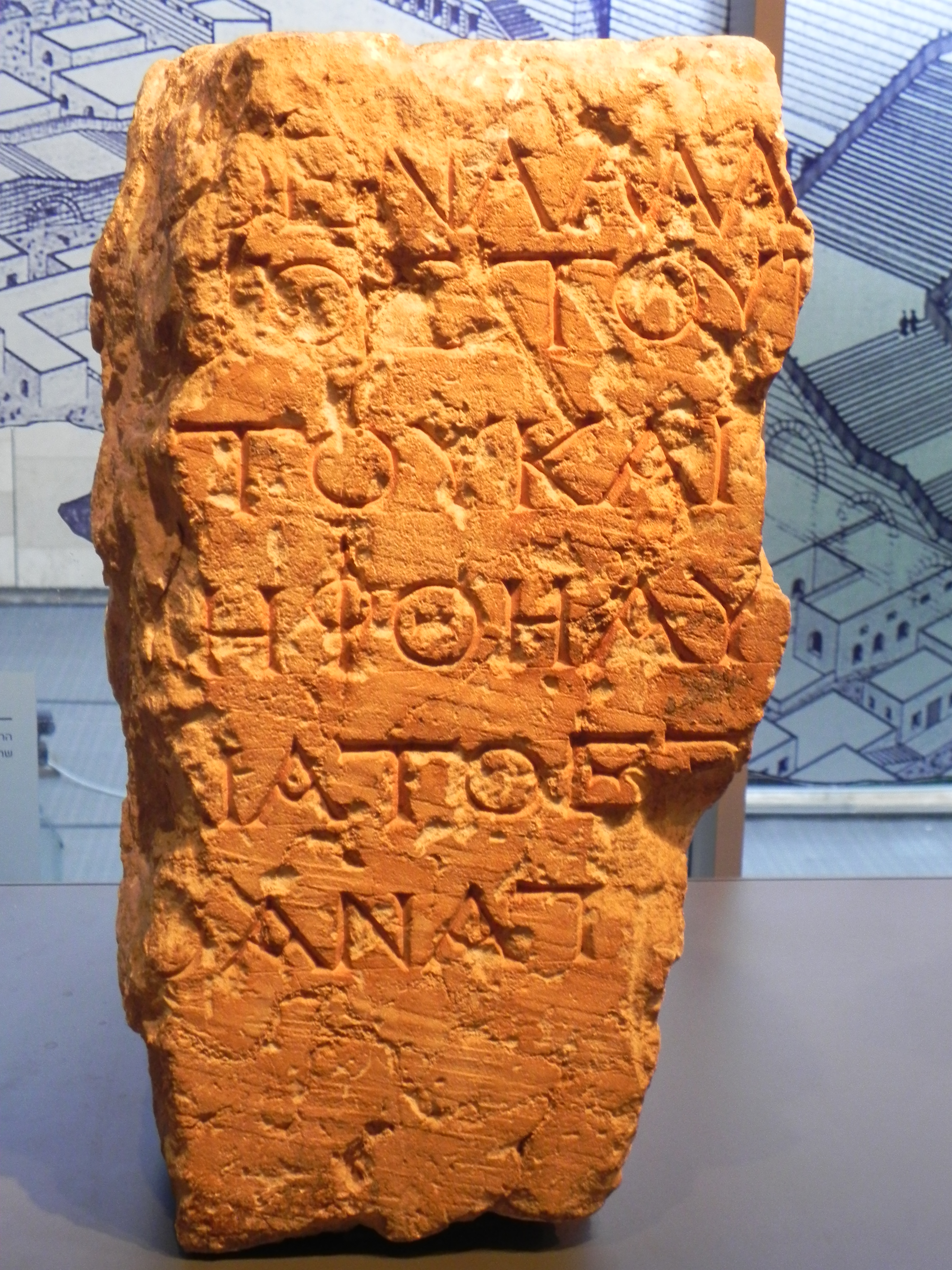
Fragmento en el Museo de Israel, IAA Inv. N.º 1936-989.

 Iliffe enfatizó las diferencias con la inscripción de Estambul; las letras de la copia encontrada en la Puerta de los Leones le parecieron escritas con menos profesionalismo. Por lo tanto, es el trabajo de dos canteros diferentes que estuvieron activos aproximadamente en el mismo período. En 1938, la inscripción fue publicada por John Iliffe, curador del Museo Rockefeller.
Texto en griego

1. ΘΕΝΑ ΑΛΛ
2. ΤΟΣ ΤΟΥ Π
3. ΤΟΥ ΚΑΙ
4. ΗΦΘΗ ΑΥ
5. ΙΑ ΤΟ ΕΞ
6. ΘΑΝΑΤ

### Lugar de las trompetas

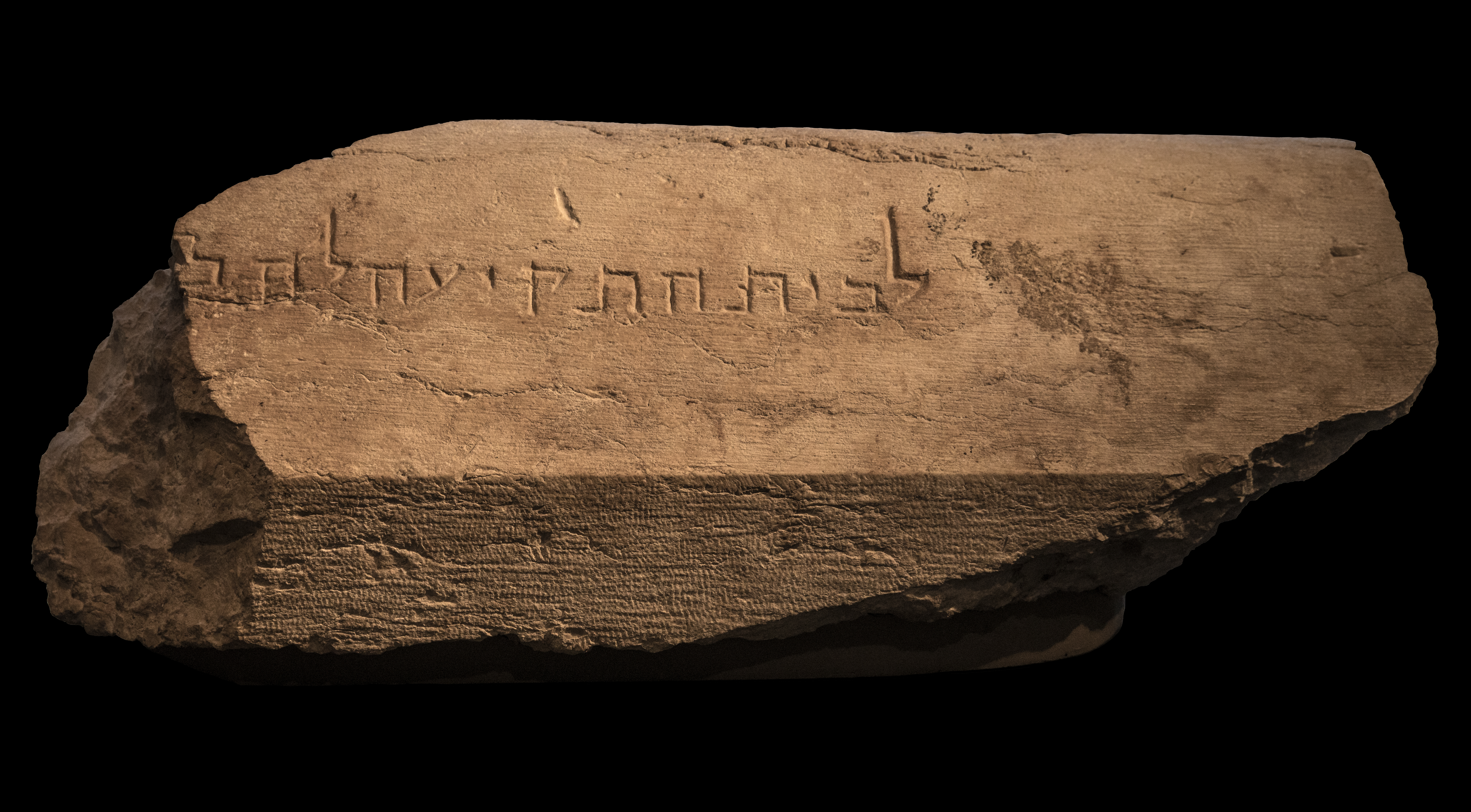
La inscripción original del Lugar de las trompetas es una piedra inscrita del, descubierta en 1968 por Benjamin Mazar.Museo de Israel.

Otra inscripción antigua, conservada parcialmente en una piedra descubierta bajo la esquina suroeste del Monte del Templo, contiene las palabras «al lugar de las trompetas...». La forma de la piedra sugiere que formaba parte de un parapeto, y se ha interpretado como perteneciente a un lugar del Monte descrito por Josefo, «donde uno de los sacerdotes se ponía de pie y daba aviso, con sonido de trompeta, en la tarde de la aproximación, y en la tarde siguiente de la clausura, de cada séptimo día...», muy parecido a lo que dice el Talmud.

### Muros y puertas del complejo del Templo
Después de 1967, los arqueólogos descubrieron que la muralla se extendía alrededor del Monte del Templo y forma parte de la muralla de la ciudad cerca de la Puerta de los Leones. Así, el Muro Occidental no es la única parte que queda del Monte del Templo. En la actualidad, el Arco de Robinson (llamado así en honor al estadounidense Edward Robinson) sigue siendo el comienzo de un arco que abarcaba el hueco entre la parte superior de la plataforma y el terreno más elevado, más alejado. Los visitantes y peregrinos también entraban a través de las puertas que aún se conservan, pero que ahora están taponadas, en el lado sur y que conducían a través de columnatas a la parte superior de la plataforma. El Muro Sur fue diseñado como una gran entrada. En recientes excavaciones arqueológicas se han encontrado numerosos mikves (baños rituales) para la purificación ritual de los fieles, y una gran escalera que conducía a una de las entradas ahora bloqueadas.

### Estructuras subterráneas

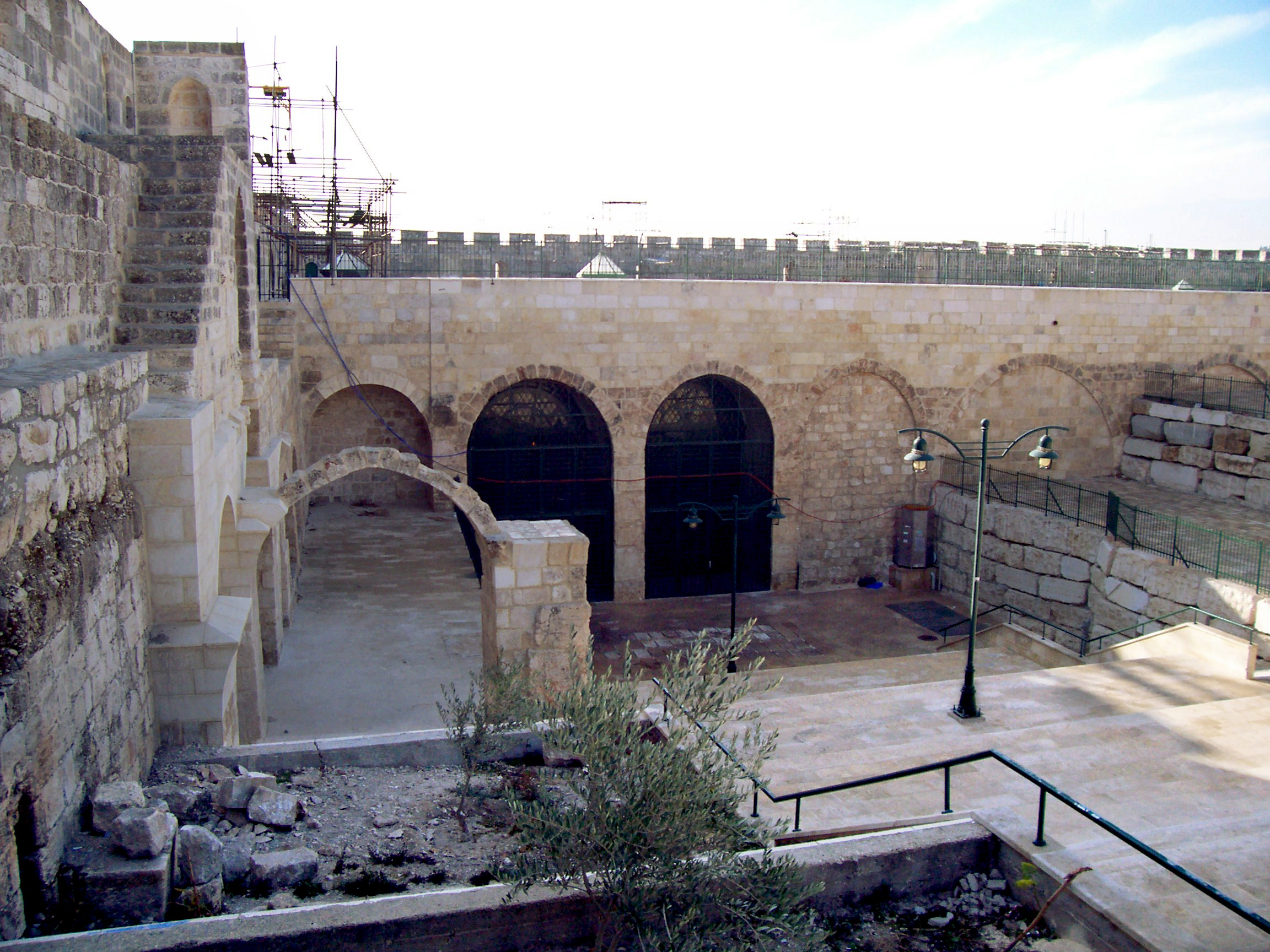
En diciembre de 1996, la nueva mezquita fue inaugurada oficialmente como Mezquita El-Marwani. Los Establos de Salomón ya no existen como tales.

En el interior de las murallas, la plataforma se apoyaba en una serie de arcos abovedados, los llamados Establos de Salomón, que ahora se utiliza como sala de oración musulmana con el nombre de Mezquita El-Marwani. Los establos de Salomón estaban ubicados debajo de la esquina sureste del Monte del Templo, 12,5 m debajo del patio, con una serie de arcos abovedados para reducir la presión sobre los muros de contención. Estas bóvedas, «sostenidas por ochenta y ocho pilares que descansan sobre enormes bloques herodianos y divididos en doce filas de galerías».

### Cantera
El 25 de septiembre de 2007, Yuval Baruch, arqueólogo de la Autoridad de Antigüedades de Israel, anunció el descubrimiento de una cantera que podría haber proporcionado al rey Herodes las piedras para construir su Templo en el Monte del Templo. Las monedas, la cerámica y una estaca de hierro encontradas demostraron que la fecha de la cantera era alrededor del año 19 a. C. El arqueólogo Ehud Netzer confirmó que los grandes contornos de los cortes de piedra son una prueba de que se trataba de un proyecto público masivo trabajado por cientos de esclavos.

### Pavimentos de los patios
Entre los hallazgos más recientes del Proyecto de Cribado del Monte del Templo se encuentran las baldosas Opus sectile del periodo del Segundo Templo.

### Interpretación de la piedra de Magdala

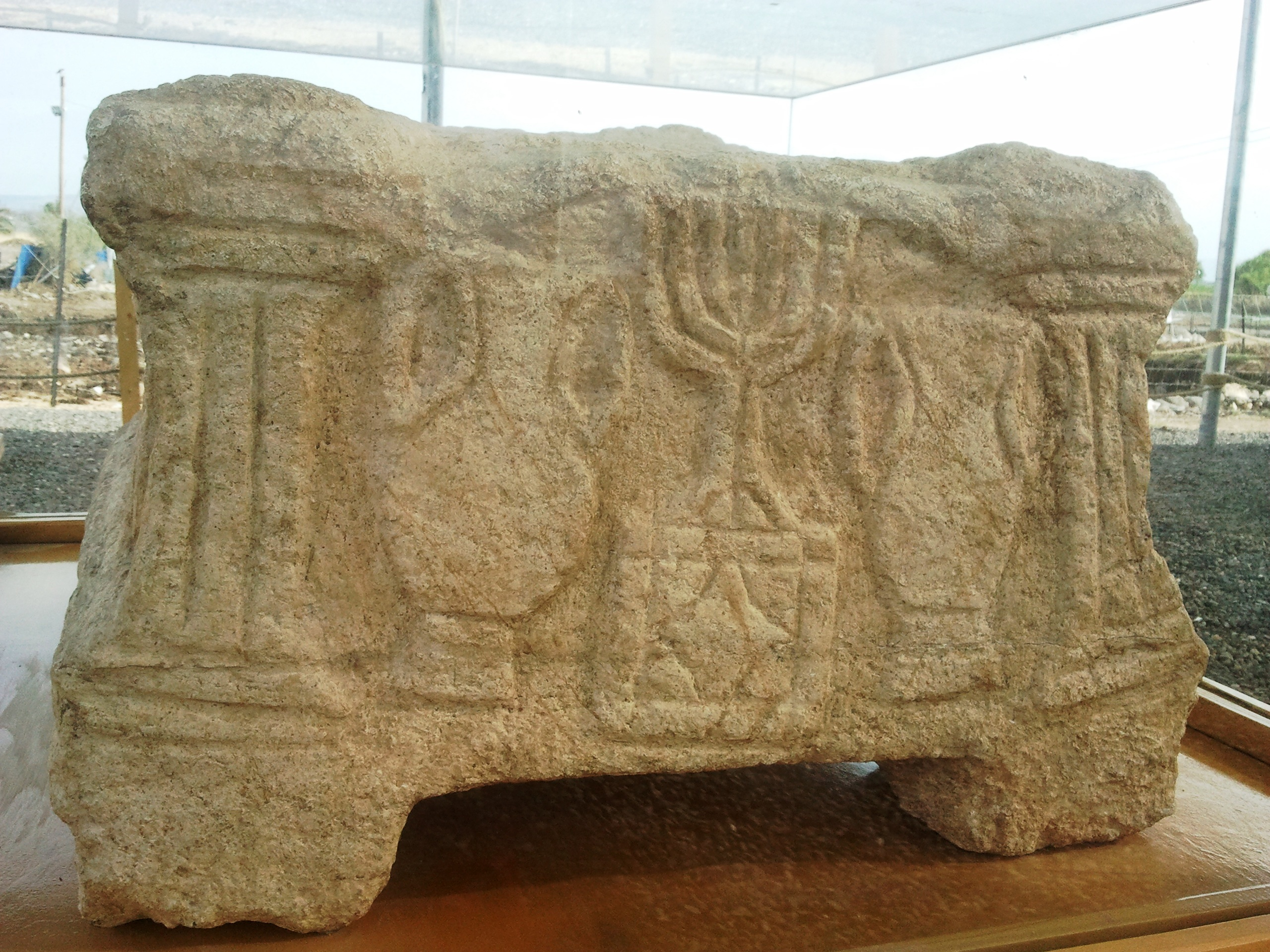
La piedra de Magdala.

Se cree que la piedra de Magdala es una representación del Segundo Templo tallada antes de su destrucción en el año 70. La piedra también se destaca por tener las primeras imágenes conocidas de la Menora que se encuentran en una sinagoga.

### Pavimentos de los patios
Entre los hallazgos más recientes del Proyecto de Cribado del Monte del Templo se encuentran las baldosas del periodo del Segundo Templo.

## Judaísmo del Segundo Templo
El período comprendido entre la construcción del Segundo Templo en el año 515 a. C. y su destrucción por los romanos en el año 70, fue testigo de importantes cambios históricos y religiosos que afectarían a la mayoría de las religiones abrahámicas posteriores. autoridad de las escrituras, de la centralidad de la ley y la moral en la religión, de la sinagoga y de las expectativas apocalípticas para el futuro se desarrollaron en el judaísmo de este periodo.